# NGC 4949
NGC 4949 is een balkspiraalstelsel in het sterrenbeeld Hoofdhaar. Het hemelobject werd op 19 april 1865 ontdekt door de Duits-Deense astronoom Heinrich Louis d'Arrest.

## Synoniemen
- PGC 45161